# Örnhjelm
Örnhjelm (Även Örnhiälm) är en svensk adlig ätt med nummer 78. Ättens stamfader är rikshistografen, kungliga sekreteraren och Uppsaliensiska historieprofessorn Claudius Arvidsson Arrhenius, som adlades Örnhjelm 1686 och introducerades samma år. 
Ätten utslocknade i Sverige sedan den ende medlemmen flyttade till Finland 1815, men ätten har nu levande representanter, både på manssidan och kvinnosidan, i Finland. En ättemedlem har erhållit svenskt medborgarskap och kanske i framtiden kommer att återintroduceras.